# Passacaille Grotesque
Groteskni passacaglia
La Passacaille Grotesque est une œuvre pour piano de la compositrice tchèque Vítězslava Kaprálová écrite en 1935.

## Contexte et création
Il s'agit du premier exercice imposé à la compositrice par Vítězslav Novák lors de l'entrée de Vítězslava Kaprálová en classe de composition au Conservatoire de Prague. La compositrice s'y reprend à trois fois avant que son professeur n'accepte la passacaille réalisée. L'œuvre, même si plaisanterie musicale, est soumise au concours de composition organisé par Tempo. Elle remporte le premier prix, 500 couronnes en espèces ainsi que la publication dans le numéro XV de la revue avec une photographie de la compositrice.

## Analyse
La Passacaille est réalisée en opposition complète à l'usage habituel, selon Ludvík Kundera. Le thème, qui devrait d'abord être exposé à la basse, est ici donné à l'aigu du piano. Il est rapidement moqué par des motifs anapestique au triton. La suite de la danse est très désarticulée et chromatique. L'ostinato qui est censé être le fondement de la passacaille n'arrive que très tardivement, sous la forme de deux doubles croches et deux croches qui vont unifier l'ensemble de la composition.